# Baasdam

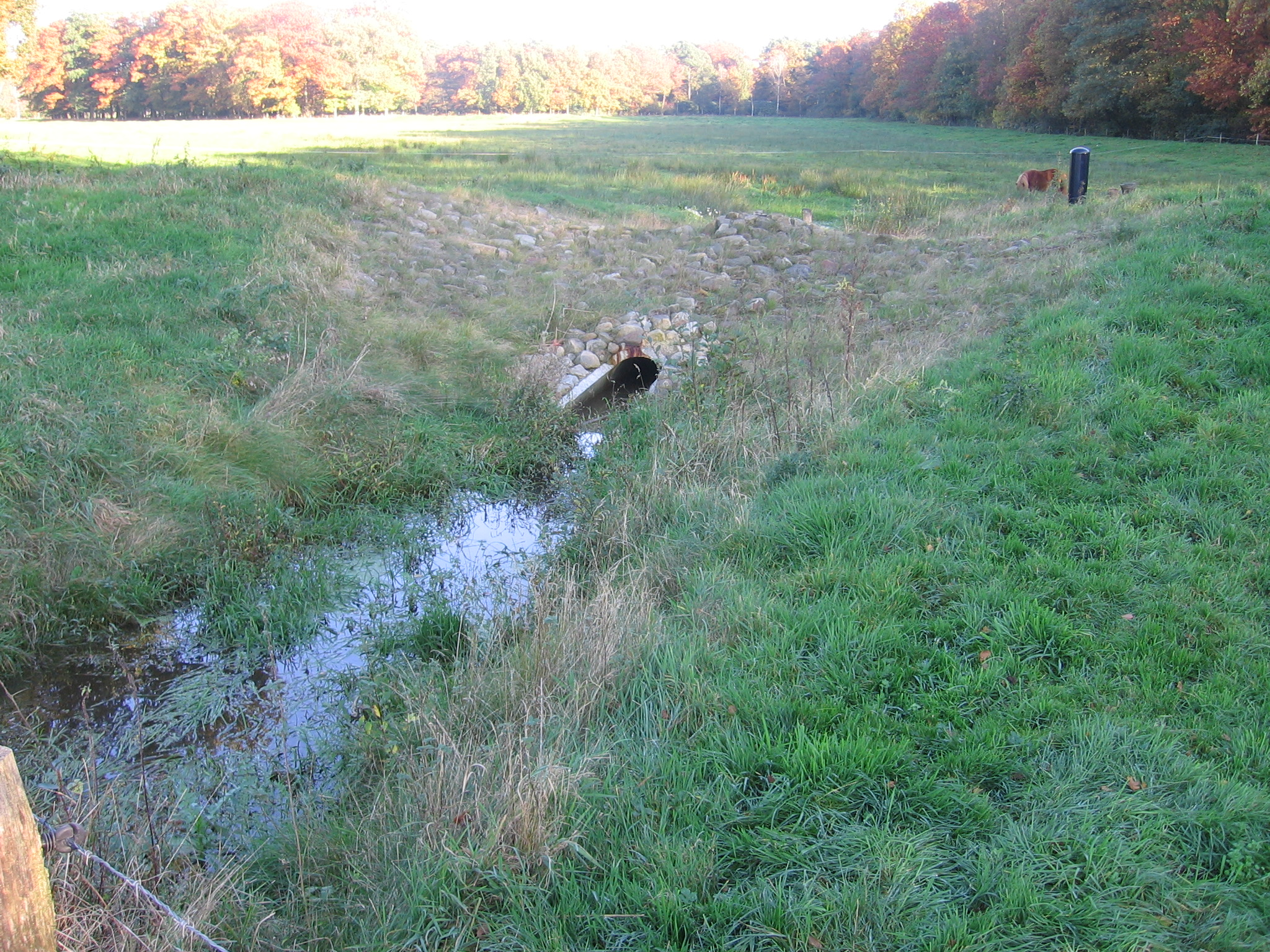
De knijpduiker van het retentiegebied Baasdam nabij Tubbergen

Landgoed Baasdam is de naam van een particulier landgoed van 62 hectare in een Twents coulissenlandschap ten oosten van Tubbergen. Het is opengesteld voor wandelaars en aangesloten op fietsroutes.
Tevens is Baasdam de naam van een retentiegebied. Het retentiegebied is 10 hectare groot en verdeeld in verschillende compartimenten. Het mag bij hevige regenval onderlopen. Het ligt in het stroomgebied van de Baasdammerbeek en de Onzoelbeek, waarvan de bronnen liggen ten zuiden van de Nutter es, de Vasserheide en Vassergrafveld op bijna 50 meter boven zeeniveau.

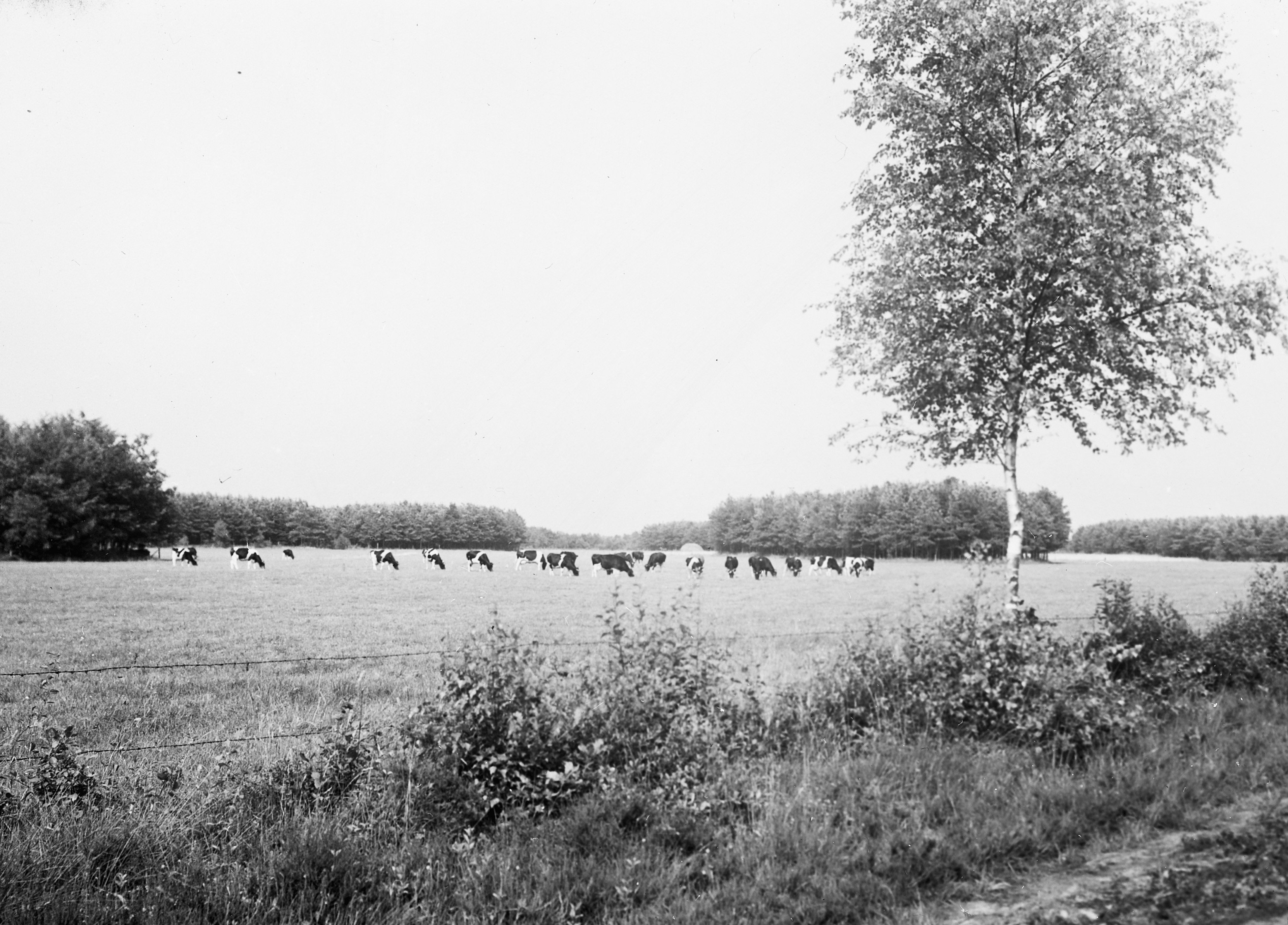
Weide met koeien, landgoed Baasdam
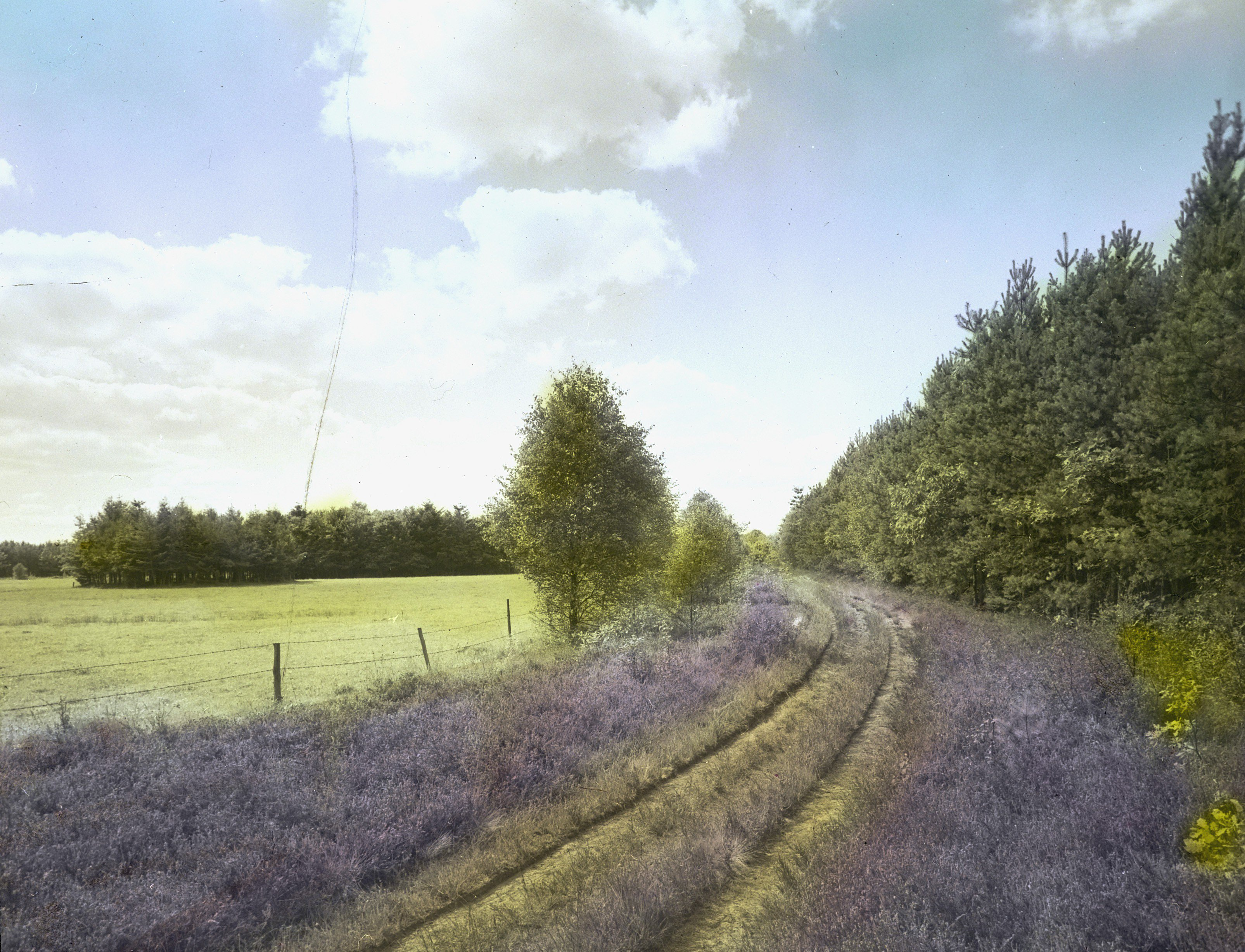
Bosweg, landgoed Baasdam